# 卡洛爾伍德 (佛羅里達州人口普查指定地區)
卡洛爾伍德（英語：Carrollwood）是位於美國佛羅里達州希爾斯波羅縣的一個人口普查指定地區。

## 地理
卡洛爾伍德的座標為27°03′29″N 82°30′55″W / 27.05806°N 82.51528°W，而該地最高點為海拔高度12米（即39英尺）。

## 人口
根據2010年美國人口普查的數據，卡洛爾伍德的面積為26.60平方千米，當中陸地面積為23.90平方千米，而水域面積為2.70平方千米。當地共有人口33365人，而人口密度為每平方千米1,254人。